# تسلا (یکا)
تسلا (T) واحد چگالی شار مغناطیسی (B) و برابر با ۱۰٬۰۰۰ گاوس است.
تسلا به افتخار نیکولا تسلا نامگذاری شده و با رابطهٔ زیر تعریف می‌گردد:
{\displaystyle \mathrm {1\,T=1\,{\frac {V\,s}{m^{2}}}=1\,{\frac {N}{A\,m}}=1\,{\frac {Wb}{m^{2}}}=1\,{\frac {kg}{A\,s^{2}}}} }